# Rue Auguste-Barbier
La rue Auguste-Barbier est une voie du 11e arrondissement de Paris, en France.

## Situation et accès
La rue Auguste-Barbier est une voie publique située dans le 11e arrondissement de Paris. Elle débute au 35, rue de la Fontaine-au-Roi et se termine au 125, avenue Parmentier.

## Origine du nom
Elle porte le nom du poète français Henri Auguste Barbier (1805-1882).

## Historique
Anciennement rue Provot du nom de son propriétaire, cette rue est devenue par arrêté du 10 juin 1897, la « rue Auguste-Barbier ».